# Bezirksliga Oberschlesien Ost 1940/41
De Bezirksliga Oberschlesien Ost 1940/41 was het achtste voetbalkampioenschap van de Bezirksliga Oberschlesien, het tweede niveau onder de Gauliga Schlesien en een van de vier reeksen die de tweede klasse vormden. Na de Poolse Veldtocht en de aanhechting van het vroegere Oost-Opper-Sileizië werd de Bezirksliga in twee volwaardige divisie opgedeeld, de Bezirksliga Oberschlesien Ost en West. Beide competities leverden een deelnemer op aan de eindronde om te promoveren naar de Gauliga. Reichsbahn SG Myslowitz werd kampioen en nam deel aan de eindronde. De club werd laatste maar doordat ook de Gauliga nu opgesplitst werd promoveerde de club alsnog. 

## Bezirksliga

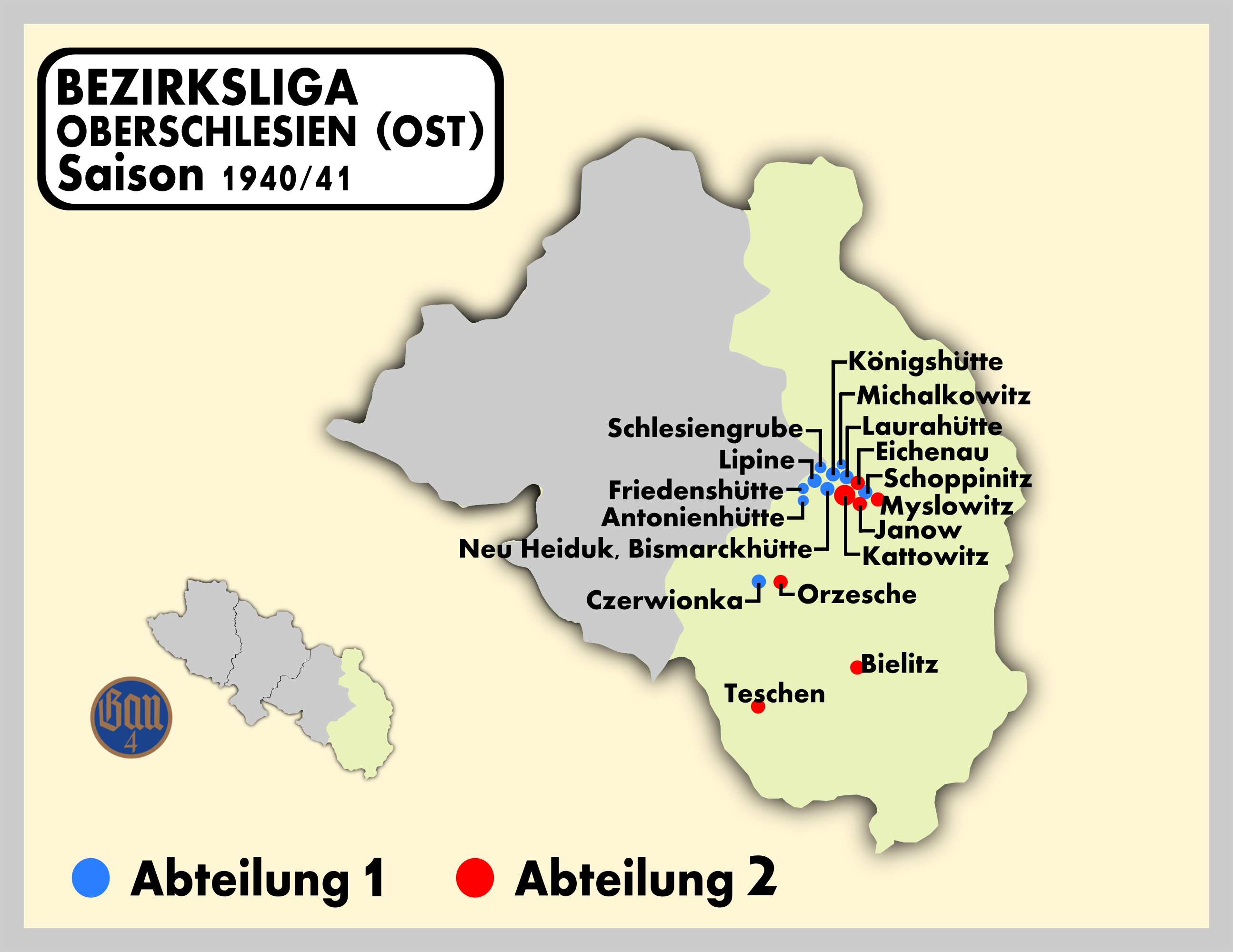
Speelsteden Bezirksliga Oberschlesien Ost.

### Afdeling 1
| Plaats | Club                       | Wed.           | W              | G              | V              | Saldo          | Ptn.           |
| ------ | -------------------------- | -------------- | -------------- | -------------- | -------------- | -------------- | -------------- |
| 1.     | Bismarckhütter SV 99       | 16             | 12             | 3              | 1              | 67:21          | 27:05          |
| 2.     | TuS Lipine                 | 16             | 12             | 2              | 2              | 59:19          | 26:06          |
| 3.     | RSG Schoppinitz            | 16             | 8              | 4              | 4              | 43:34          | 20:12          |
| 4.     | Bergknappen Königshütte    | 16             | 7              | 2              | 7              | 46:39          | 16:16          |
| 5.     | TuS Bergknappen Czerwionka | 16             | 5              | 4              | 7              | 49:51          | 14:18          |
| 6.     | SG Fortuna Schlesiengrube  | 16             | 4              | 3              | 9              | 36:56          | 11:21          |
| 7.     | ATV Laurahütte             | 16             | 4              | 2              | 10             | 35:49          | 10:22          |
| 8.     | TuS Friedenshütte          | 16             | 4              | 2              | 10             | 23:55          | 10:22          |
| 9.     | WSV Antonienhütte          | 16             | 4              | 2              | 10             | 22:56          | 10:22          |
| 10.    | TuS Michalkowitz           | Teruggetrokken | Teruggetrokken | Teruggetrokken | Teruggetrokken | Teruggetrokken | Teruggetrokken |
| 11.    | SV 1918 Neu Heiduk         | Teruggetrokken | Teruggetrokken | Teruggetrokken | Teruggetrokken | Teruggetrokken | Teruggetrokken |

|  | Finale om de titel + promotie naar de Gauliga Oberschlesien 1941/42 |
|  | Promotie naar de Gauliga Oberschlesien 1941/42                      |
|  | Trok zich tijdens seizoen terug uit de competitie                   |

### Afdeling 2
| Plaats | Club                         | Wed. | W  | G | V  | Saldo | Ptn.  |
| ------ | ---------------------------- | ---- | -- | - | -- | ----- | ----- |
| 1.     | Reichsbahn SG Myslowitz      | 16   | 11 | 1 | 4  | 54:20 | 23:09 |
| 2.     | SG Ordnungspolizei Kattowitz | 16   | 9  | 5 | 2  | 29:16 | 23:09 |
| 3.     | RSG Kattowitz-Idaweiche      | 16   | 9  | 2 | 5  | 41:27 | 20:12 |
| 4.     | DSV Sturm Bielitz            | 16   | 8  | 1 | 7  | 29:35 | 17:15 |
| 5.     | TuS Janow                    | 16   | 6  | 4 | 6  | 38:45 | 16:16 |
| 6.     | RSG Orzesche                 | 16   | 4  | 4 | 8  | 35:36 | 12:20 |
| 7.     | TuS 1861 Myslowitz           | 16   | 5  | 2 | 9  | 39:54 | 12:20 |
| 8.     | DSC Teschen                  | 16   | 5  | 1 | 10 | 38:52 | 11:21 |
| 9.     | TuS 1909 Eichenau            | 16   | 4  | 2 | 10 | 25:43 | 10:22 |

|  | Finale om de titel + promotie naar de Gauliga Oberschlesien 1941/42 |

## Finale
Heen
|            |                      |       |                         |               |
| 4 mei 1941 | Bismarckhütter SV 99 | 0 – 0 | Reichsbahn SG Myslowitz | Bismarckhütte |
| 4 mei 1941 |                      |       |                         | Bismarckhütte |

Terug
|             |                         |       |                      |           |
| 11 mei 1941 | Reichsbahn SG Myslowitz | 3 – 1 | Bismarckhütter SV 99 | Myslowitz |
| 11 mei 1941 |                         |       |                      | Myslowitz |